# Sukhoj Su-9
Sukhoj Su-9 (russisk: Сухой Су-9, tr. Sukhoj Su-9, NATO-rapporteringsnavn: Fishpot) er et en-motorers missilbevæbnet altvejrs-jager udviklet af det sovjetiske flydesign-bureau Sukhoj.
Flyet blev udviklet til at opspore og nedskyde indtrængende fly over sovjetisk luftrum. En prototype satte i 1962 højderekord, og flyet var i stand til at opnå en flyvehøjde, der matchede det amerikanske spionfly U-2. Der blev produceret 1.150 Su-9'ere og flyet udgjorde op igennem 1960'erne et centralt element i Sovjetunionens beredskab mod indtrængende fly. I begyndelsen af 1970'erne var udviklet nyere flytyper, der var Su-9 overlegen og flyet blev udfaset i løbet af 1970'erne.

## Udvikling
Ved afslutningen af Koreakrigen havde Sovjetunionen opnået en række erfaringer med landets daværende kampfly, der på daværende tidspunkt udgjorde rygraden i det sovjetiske flyvevåben, primært de subsoniske MiG-15 og MiG-17.
Fremkomsten af den amerikanske supersoniske F-100 Super Sabre, udviklingen af jagerbomberen Republic F-105 Thunderchief, der kunne flyve to gange lydens hastighed og udviklingen af det amerikanske strategiske bombefly B-52 Stratofortress, viste Sovjetunionens militære ledere, at der var et behov for udvikling af nye fly, der kunne flyve med overlydshastighed og som kunne opnå en markant højere flyvehøjde. Der blev derfor i 1953 givet ordre om iværksættelsen af et udviklingsprojekt, der skulle resultere i overlydsfly, der kunne operere i stor højde.
Det sovjetiske diktator Josef Stalin nærede dyb mistillid til designbureauet Sukhoj, hvis designs ikke havde været succesfulde under 2. verdenskrig, men efter Stalins død i 1953 så Pavel Sukhoj en mulighed for at genskabe bureauet. Sukhoj bød ind med et projekt på to fly - en jagerbomber og et jagerfly - der begge var bygget op om den avancerede turbojet-motor AL-7F, der var udstyret med efterbrænder. På grundlag af anbefalinger fra Sovjetunionens aerodynamiske forskningscenter TsAGI skete udviklingen med udgangspunkt i et tidligere udviklingsdesign med en pilformet vinge (et design kaldet S-1, anvendt til jagerbomberen Su-7 'Fitter') og et design med en deltavinge, kaldet T-1 (angrebsfly) og T-3 (jagerfly). Jagerflyet med deltavinge baseret på T-3 designet blev internt på Sukhoj benævnt T-43.
Både jagerbomberen og jagerflyet blev designet med et skrog af form som et skorstensrør med luftindtag for AL-7F-motoren i flyets næse og udstødningen i flyets hale. Deltavingen gjorde jagerflyet velegnet til at opnå høje hastigheder. Designet til Su-9 fløj første gang i 1956 som prototypen T-405. Sukhoj præsenterede første gang det nye fly baseret på T-3 prototypen på Den Sovjetiske Flyvedag ved en opvisning på Tusjino flyveplads den 24. juni 1956, hvor vestlige iagttagere så flyet første gang. Ved samme opvisning blev jagerbomberen Su-7 vist frem første gang. Su-7 fik NATO-rapporteringsnavnet Fitter-A og T-3 prototypen (den kommende Su-9) fik navnet Fitter-B (navnet senere ændret til Fishpot).
Su-9's deltavingedesign var blevet anbefalet af Sovjetunionens aerodynamiske forskningscenter, der havde givet samme anbefalinger til designbureauet Mikojan-Gurevitj, der benyttede designet til deres MiG-21. Su-9 og MiG-21 havde derfor mange ligheder, og flyene blev ofte forvekslet af vestlige iagttagere. Designbureauet Jakovlev var ligeledes beskæftiget med udviklingsprojektet, og forsøgte at opfylde kravene med protypen Jak-140, der dog havde en række problemer og aldrig blev sat i produktion.
Sukhojs prototype T-3 viste sig at have glimrende egenskaber og kunne opnå en hastighed på op til 2.100 km/t, men flyet var for tungt og havde en kortere rækkevidde end krævet. Flyets motor var ikke pålidelig, og krævede en del videreudvikling. Der blev fremstillet yderligere prototyper, herunder prototypen T-43, der var designet med en ny næse, der fordelte luften til motorens indtag og som samtidig indeholdt flyets radar.
Den 4. september 1959 satte en modificeret Su-9 (kaldet T-431 af Sukhoj) fløjet af Vladimir Sergeievitch Ilyushin rekord for den højeste flyvehøjde, da flyet nåede en flyvehøjde på 28.852 meter. Få måneder senere satte Iljushin flere nye rekorder for hastighed og højde med det samme fly. Den ikke-modificerede T-43 viste sig ligeledes at have fortrinlige flyveegenskaber, og den 20. oktober 1957 nåede flyet en højde på 21.500 meter og tre dage senere nåede flyet mach 2 under tests. De sovjetiske politikere, der hidtil havde været skeptiske overfor jagerfly i forhold til missiler til brug for luftforsvar, var begejstrede, og projektet kunne fortsætte. Beslutningen blev truffet bl.a. i lyset af, at Sovjetunionen på daværende tidspunkt var bekendt med, at USA foretog overflyvning af Sovjetunionens luftrum med højtflyvende U-2-fly, som Sovjetunionen ikke var i stand til at skyde ned.
Flyet blev uofficielt taget i tjeneste i 1959 og officielt i 1960.

## Design
Skroget på Su-9 og udformningen af halen mindede om designet for Su-7, men hvor Su-7 havde en pileformet vinge, havde Su-9 en 53° deltavinge. Flyet havde som Su-7 luftbremser i flyets haleparti og delte den samme Ljulka AL-7 turbojet-motor samt næseindtag. Næsen med den karakteristiske kegleform indeholder flyets radar.
Deltavingen til Su-9 blev valgt grundet den mindre luftmodstand under supersonisk flyvning. Deltavingens større volumen gav Su-9 en lidt større kapacitet til at medbringe flybrændstof. Su-9 kunne nå Mach 1,8 ved normal flyvehøjde og omkring Mach 1,14 med missilbevæbning. Forholdet mellem vægten af brændstof og flyets vægt var ringe, hvilket begrænsede flyets aktionsradius. Su-9 var let at styre i forhold til Su-7'eren, men var svær at rette op ved pilotfejl.
Su-9's radar var R1L (NATO-rapporteringsnavn 'High Fix'), der var monteret i flyets shock cone. Flyet var bevæbnet med fire K-5 (AA-1 'Alkali') luft-til-luft missiler, der var styret via radar fra det affyrende fly. Som det fleste andre kommandostyrede missiler var K-5 tæt på ubrugelig til luftkamp, særlig når missilet er affyret fra et en-sædet fly. Missilet var dog i stand til at nedskyde langsomme og dårligt manøvrerbare bombefly. I modsætning til Su-7 og senere Su-15, havde Su-9 ikke bevæbning i form af maskinkanon, selvom flyet havde to pyloner til brug for droptanke.
Der blev produceret en to-sædet variant, Su-9U, der blev produceret i et begrænset antal (omkring 50 fly). Trænervarianten fik NATO-rapporteringsnavnet Maiden. Flyet var fuldt bevæbnet med et radarsystem med displays i begge cockpits, hvilket gjorde det muligt for piloter under træning at øve alle aspekter ved en jager-mission. Det yderligere sæde medførte imidlertid, at flyets i forvejen begrænsede rækkevidde blev yderligere begrænset, hvorfor Su-9U ikke var fuldt kampklar.
Su-9 er ofte blevet forvekslet med MiG-21 grundet de mange ligheder i designet. Designet af de to fly adskiller sig primært ved størrelsen og ved Su-9'erens boble-canopy.
Der blev fremstillet omkring 1.150 eksemplarer af Su-9. Nogle af disse blev ombygget til videreudviklingen Su-11 Fishpot-C.

## Operativ tjeneste
Su-9 blev alene benyttet af Sovjetunionens luftforsvar (PVO) og blev ikke eksporteret til Sovjetunionens allierede eller til landene i Warszawapagten. Den anden gren af Sovjetunionens luftstyrker, Sovjetunionens hærs flyvevåben (VVS) anvendte ikke flyet.
Flyet var et efter datidens forhold kraftigt og avanceret fly med en sofistikeret motor. Brugen af flyet i operativ tjeneste var dog ikke uden problemer, da piloter og mekanikere ikke var fortrolige med håndteringen af et så hurtigt og kompliceret fly. Der var løbende problemer med flyets motor, ligesom flyets høje hastighed ved start og landing gav problemer, idet kvaliteten af de sovjetiske landingsbaner ikke var tilstrækkelig høj. Dels betød flyets høje vægt, at banerne blev beskadiget og dels skete ofte skade på flyene som følge af, at landingsbanerne ikke blev rengjort, hvilket medførte, at flyene blev ramt af objekter, der ved start og landing blev slynget op på flyet. Banerne blev dog forstærket og vedligeholdelsen af banerne forbedret i løbet af 1960'erne.
I flyets første tjenesteår var flyets ulykkesfrekvens uacceptabel høj, og det var først fra midten af 1960'erne, at der som følge af en række forbedringer og justeringer blev opnået en mere acceptabel ulykkesfrekvens. En del ulykker skyldtes pilotfejl, og udviklingen af den to-sædede træningsversion Su-9U medførte at piloterne blev mere fortrolige med flyet og håndteringen af dette.
Bortset fra en række mangler ved de første eksemplarer var piloterne dog generelt tilfredse med flyet. Bortset fra kravet om høj hastighed ved start og landing, og deraf følgende krav om lange start- og landingsbaner, var flyet let at flyve, når det var i luften.
Su-9 var ved sin introduktion et nyskabende fly, der var i stand til at flyve højt og hurtigt, men der var løbende problemer med stabiliteten af flyets motor, ligesom flyveegenskaberne hurtigt blev overgået af andre design. Sukhoj udviklede derfor en opgraderet version, Su-11, med forbedrede egenskaber. Problemerne med Su-9 (og den senere Su-11), flyets begrænsede ildkraft og udviklingen af de nyere Su-15 'Flagon' og MiG-25 'Foxbat' medførte dog, at disse fly overtog Su-9'erens opgaver og Su-9 blev trukket ud af første række i luftvåbnet i slutningen af 1960'erne. Flyet forblev dog i tjeneste frem til 1979.

### Involvering i luftkamp m.v.
Der foreligger ingen officielle oplysninger om Su-9-flys involvering i luftkamp eller kamphandlinger. Det er muligt, at flyet var involveret i opsporing, og muligvis nedskydning, af spionfly over Sovjetunionen, men mange detaljer er stadig klassificerede, og der er ikke konkrete officielle oplysninger om flyets involvering i kamp.
Dog er det rapporteret, at Su-9 var involveret i opsporingen og nedskydningen af Francis Gary Powers' U-2 over sovjetisk territorium den 1. maj 1960. En ny Su-9 var ved at flyve fra sin nye base, da den kom tæt på Powers' U-2. Su-9'eren var ikke bevæbnet med missiler og fik ordre til at flyve ind i U-2-flyet. Su-9'eren forsøgte at ramme U-2-flyet, men missede, formentlig på grund af den store forskel i hastighed på de to fly. Grundet mangel på brændstof blev yderligere forsøg på at ramme U-2-flyet med Su-9'er opgivet. Powers' U-2 blev kort efter skudt ned af et jord-til-luft missil.

## Varianter
T-405
En prototype for Su-9.
Su-9
Den serieproducerede version, bygget omkring 1.100 eksemplarer.
Su-9U
En trænerversion, bevæbnet og udstyret med alle operative systemer, men ikke fuldt kampklar. Bygget i omkring 50 eksemplarer.
T-431
Su-9 modificeret for at sætte verdensrekord i højeste flyvning i 1962.
Sukhoj Su-11
Videreudvikling af Su-9.

## Operatører
USSR
- Sovjetunionens luftforsvar (PVO)

894th Fighter Aviation Regiment, Ozernoye, Ukraine, 1959-1979.

### Fly med relateret design
- Sukhoj Su-7
- Sukhoj Su-11

### Sammenlignelige fly
- Convair F-102 Delta Dagger
- English Electric Lightning
- McDonnell F-101 Voodoo
- Mikojan-Gurevitj MiG-21

## Eksterne links
- Wikimedia Commons har flere filer relateret til Sukhoj Su-9
- Om Su-7 og Su-9 på Sukhojs hjemmeside Arkiveret 22. marts 2015 hos  Wayback Machine (russisk)
- Beskrivelse på airvectors.net (engelsk)
- Su-9 beskrevet på Global Aircraft (engelsk)
- Su-9 på FAS